# Selja (Viru-Nigula)
Selja (Duits: Selgs) is een plaats in de Estlandse gemeente Viru-Nigula, provincie Lääne-Virumaa. De plaats heeft de status van dorp (Estisch: küla).

## Bevolking
De ontwikkeling van het aantal inwoners blijkt uit het volgende staatje:
| Jaar            | 2000 | 2011 | 2017 | 2019 | 2020 | 2021 |
| --------------- | ---- | ---- | ---- | ---- | ---- | ---- |
| Aantal inwoners | 81   | 45   | 52   | 46   | 48   | 49   |

## Geografie
De plaats ligt 6,5 km ten westen van Kunda, de hoofdstad van de gemeente. Selja ligt tegen de grens tussen de gemeenten Viru-Nigula en Haljala. De bodem van het dorp is steenachtig.

## Geschiedenis
Selja stond achtereenvolgens bekend als Sellægæl (1241), Solgale of Salgalle (1249), Sellegelle (1359), Selgel (1402), Zellyel (1425), Silliell (1517), Sälloell (1615), Selcks (1726), Selgs (Duits) of Selja (Estisch) (1796) en Сельгсъ (Russisch, rond 1900). Bij de eerste vermelding, in het Grondboek van Waldemar, was Selja een van de grootste dorpen in Estland. De huidige dorpen Karepa, Rutja en Toolse in de gemeente Haljala vielen onder Selja. In de 15e en 16e eeuw werden het aparte dorpen. In 1471 liet Johann Wolthus von Herse, landmeester van de Lijflandse Orde, in wat nu Toolse is het slot Tolsburg bouwen.
In de 15e eeuw werd Selja een onafhankelijk landgoed. Het behoorde toe aan de families Wrangel, von Rennenkampff en Girard de Soucanton. Edmond Girard de Soucanton was de laatste eigenaar voordat het onafhankelijk geworden Estland in 1919 het landgoed onteigende. Het landhuis van het landgoed, dat uit de 18e eeuw dateert, is vervallen tot ruïne. In de tweede helft van de 19e eeuw brandde het dorp Selja compleet af. Het werd herbouwd als een verzameling verspreide boerderijen. In 1920 kwamen Selja en Põlluküla, ten noorden van Selja, op de lijst van dorpen. Het voormalige landhuis lag in Põlluküla. In 1977 werd Põlluküla bij Selja gevoegd.